# Musik i mörker
Musik i mörker, conocida como Música en la oscuridad en España o como Música en la noche en Argentina, es una película sueca dirigida por Ingmar Bergman en 1948.

## Sinopsis
Un soldado pierde la vista debido a un accidente. Encuentra un trabajo como pianista en un restaurante, pero no se acostumbra a que lo vean como a un inválido. Sin embargo, una joven obrera se fijará en él y tratará de reconfortarlo.